# 栗笠村
栗笠村（くりかさむら）は、かつて岐阜県養老郡に存在した村である。
現在の養老郡養老町栗笠に該当する。
村が成立した際は多芸郡の村であったが、郡制施行後、養老郡の村となった。

## 歴史
- 1889年（明治22年）7月1日 - 町村制により栗笠村が発足。
- 1897年（明治30年）4月1日[2] - 郡制に基づき多芸郡の一部と上石津郡が合併し、養老郡となる。当村は養老郡の所属となる。
- 1897年（明治30年）4月1日 - 船着村、下笠村、上ノ郷村と合併し笠郷村が発足。同日栗笠村は廃止。